# Kolla seychellensis
Kolla seychellensis är en insektsart som beskrevs av William Lucas Distant 1917. Kolla seychellensis ingår i släktet Kolla och familjen dvärgstritar. Inga underarter finns listade i Catalogue of Life.